# 金安乡 (盐亭县)
金安乡，是中华人民共和国四川省绵阳市盐亭县曾经下辖的一个乡。2019年12月，撤销金安乡，将其所属行政区域划归富驿镇管辖。

## 行政区划
金安乡撤销前下辖以下地区：
蟠龙社区、金峰村、光明村、华龙村、宝塔村、高峰村、朝阳村、杨柳村、红焰村和青凤村。